# Mirandópolis
Mirandópolis – miasto i gmina w Brazylii, w stanie São Paulo. Znajduje się w mezoregionie Araçatuba i mikroregionie Andradina. 

## Miasta partnerskie
- Takaoka, Japonia